# Hans Ulbricht
Hans Ulbricht ist ein ehemaliger deutscher Fußballtrainer. Er trainierte 1950 kurzzeitig die spätere DDR-Meistermannschaft der ZSG Horch Zwickau sowie bis 1952 den DDR-Oberligisten Motor Dessau und verschiedene Zweitligamannschaften im DDR-Fußball.

## Trainerlaufbahn
Hans Ulbricht übernahm im Januar 1950 das Training der Mannschaft von ZSG Horch Zwickau, die zu den Gründungsmitgliedern der neu eingeführten DDR-Oberliga gehörte. Die Zwickauer waren als Dritte des DDR-Pokalwettbewerbs 1949 quasi durch die Hintertür in die höchste Spielklasse des ostdeutschen Fußballs gekommen. Zunächst wurde die Mannschaft von Friedrich Müller trainiert, der die Zwickauer bis zur Winterpause auf den zweiten Tabellenplatz führte. Danach verließ Müller die ZSG Horch und Hans Ulbricht wurde als neuer Trainer eingesetzt. Er betreute die Mannschaft sieben Spieltage lang. Obwohl die Zwickauer nach dem 20. Spieltag an der Tabellenspitze der Liga standen, wurde Hans Ulbricht durch Herbert Melzer ersetzt, der die Zwickauer schließlich zum Meister machte. Ulbricht durfte bis zum Saisonende als Konditionstrainer bleiben.
Zur Saison 1950/51 ging Hans Ulbricht zum Zweitligisten Mechanik Jena. Auch dort wurde er noch im Laufe der Saison durch andere Trainer ersetzt, unter ihnen war auch der später Meistermacher Hans Carl. In der folgenden Saison übernahm er den Oberligisten Motor Dessau. Nachdem die Mannschaft im Februar und März 1952 drei Punktspiele hintereinander verloren und sich der Abstiegszone genähert hatte, wurde Ulbricht Mitte März als Trainer abgesetzt. Für den Rest der Saison trainierte er die DDR-Liga-Mannschaft von Chemie Großräschen. Danach wurden keine weiteren Trainerstationen im höherklassigen Fußball bekannt.